# Араухо, Максимилиано
Максимилиано Хавьер Араухо Вильчес (исп. Maximiliano Javier Araújo Vilches; 15 февраля 2000) — уругвайский футболист, полузащитник клуба «Спортинг».

## Клубная карьера
11 марта 2018 года дебютировал в основном составе «Монтевидео Уондерерс» в матче Апертуры чемпионата Уругвая против «Торке».
В конце декабря 2019 года было объявлено о соглашении по переходу Араухо в мексиканский клуб «Пуэбла».

## Карьера в сборной
В 2018 году дебютировал в составе сборной Уругвая до 20 лет. В декабре 2018 года был вызван в состав сборной на чемпионат Южной Америки среди команд до 20 лет. Провёл на турнире восемь матчей и помог уругвайцам занять третье место. Был включён в «символическую сборную» турнира.

## Личная жизнь
Младший брат Максимилиано — Сесар, также футболист.

## Достижения
«Спортинг»
- Чемпион Португалии: 2024/25